# Asia Pulp & Paper
Asia Pulp & Paper (APP) é uma empresa da indonésia de papel e celulose com sede em Jacarta. Uma das maiores do mundo, a Asia Pulp & Paper é uma subsidiária do Sinar Mas Group e foi oficialmente formada em 1994, quando a Sinar combinou suas operações de papel e celulose da Tjiwi Kimia e da PT Indah Kiat Pulp & Paper.
Asia Pulp & Paper foi fundada como Tjiwi Kimia por Eka Tjipta Widjaja, que na época era refinador de óleo de coco. Em 1972, ele iniciou a Pabrik Kertas Tjiwi Kimia juntamente com investidores taiwaneses com o objetivo de fabricar papel. Widjaja já operava o que se tornou conhecido como Sinar Mas Group e iniciou a Tjiwi Kimia com base em seu sucesso em commodities.
Em 1994, a Sinar Mas incorporou a Asia Pulp & Paper em Cingapura, consolidou suas operações de celulose e papel na Indonésia combinando as operações da Tjiwi Kimia e da PT Indah Kiat Pulp & Paper. No ano seguinte, foi listada na Bolsa de Valores de Nova York. Começou a investir capital para se tornar líder na indústria de papel e celulose, gastando US$ 4,7 bilhões em investimentos de capital em 1996 e 1997. Até 1999, sua produção total de papel e embalagens era superior a quatro milhões de toneladas métricas por ano.
Durante as crises da dívida asiática em 2001, a APP (Asia Pulp & Paper) entrou em default de US$ 13,9 bilhões. O default foi reportado como o maior da história dos mercados asiáticos, com a APP também entrando com pedido de falência nos Estados Unidos. O default foi atribuído à queda nos preços da celulose e papel, bem como aos anos de expansão agressiva pela empresa. Em novembro de 2003, a subsidiária baseada em Jacarta, Indah Kiat, processou o subscritor e os detentores de uma emissão de dívida (em dólares americanos) que havia sido emitida em 1994 sob a lei de Nova York; entretanto, o processo foi feito na Indonésia, e em fevereiro de 2007, o tribunal indonésio declarou a dívida inválida.
Asia Pulp & Paper transferiu sua sede de volta para a Indonésia e eventualmente desmembrou a APP China em uma troca de dívida por patrimônio. Concordou em pagar US$ 7 bilhões em dívidas ao longo dos próximos 10 anos, cobrindo as dívidas de suas subsidiárias na Indonésia. Até 2010, a Asia Pulp & Paper operava cinco das principais empresas de fábricas de papel na Indonésia, incluindo Indah Kiat, Lontar Papyrus, Pindo Deli, Tjiwi Kimia e Ekamas Fortuna. Suas principais operações estavam na Indonésia e na China, com a Indonésia produzindo 13 milhões de toneladas de papel e a China produzindo 6,4 milhões de toneladas anualmente. No mesmo ano, contratou o ex-ativista do Greenpeace, Patrick Moore, que escreveu um relatório descrevendo a APP como não responsável pelo desmatamento na Indonésia..

## Operações

### Críticas de ativistas
A Asia Pulp & Paper tem sido o foco de campanhas de grupos como o Greenpeace e a Rainforest Action Network, incluindo uma exposição em 2012 pelo Greenpeace acusando a APP de práticas ilegais de extração de madeira. Ela tem estado no centro de controvérsias ambientais e foi acusada de estar envolvida em extração ilegal de madeira na Indonésia. ONGs têm pedido para que os clientes da APP cancelem seus contratos. As campanhas têm se concentrado contra empresas como a Mattel e a Kraft Foods por utilizarem produtos da APP em suas embalagens.
A Asia Pulp & Paper firmou acordos com ONGs para monitorar suas práticas de sustentabilidade. Como resultado do anúncio do plano de desmatamento zero da APP, o Greenpeace, a Rainforest Action Network e outras ONGs receberam positivamente a Política de Conservação Florestal da empresa, enquanto expressavam um otimismo cauteloso. O Greenpeace concordou em interromper sua campanha global contra a APP e abrir discussões para garantir que a empresa implemente adequadamente sua política, um acordo que foi encerrado em 2018 alegando que a APP não estava "verdadeiramente empenhada" em encerrar o desmatamento.
APP assinou um Memorando de Entendimento com o Fundo Mundial para a Natureza (WWF) em 2003. Seis meses depois o contrato foi encerrado com base na recusa do WWF em aprovar o plano de gestão ambiental. A APP firmou uma parceria de cinco anos com a Rainforest Alliance em 2005 para identificar e monitorar áreas de alta conservação. O acordo foi encerrado em 2007, mas a Rainforest Alliance retomou a colaboração com a APP em 2014 para avaliar o progresso de sua política de conservação. Em setembro de 2015, a Agência Nacional de Meio Ambiente de Cingapura (NEA) nomeou a APP como uma das cinco empresas possivelmente responsáveis pelo smog do Sudeste Asiático em 2015. O Conselho de Meio Ambiente de Cingapura instituiu uma restrição temporária no uso de certificações Singapore Green label para produtos da APP em resposta, levando empresas como NTUC FairPrice a retirar produtos provenientes da APP. Em resposta, a APP implementou melhores estratégias de supressão de incêndios e posteriormente recebeu a certificação Green Label aprimorada do Conselho de Meio Ambiente de Cingapura (SEC) após auditorias de seus fornecedores pela SEC, permitindo que seus produtos voltassem a ser vendidos nas prateleiras de Cingapura.
Em novembro de 2007, o Forest Stewardship Council (FSC) desassociou-se formalmente da APP, rescindindo os direitos da APP de usar seu logotipo.

### Sustentabilidade
Em 2014, a APP coordenou com o governo da Indonésia e ONGs, implementando um plano para restaurar e apoiar a conservação de 2,5 milhões de acres de floresta tropical na Indonésia. Em 2015, a APP recebeu a certificação PEFC.

### Conservação
Em 2010, a APP criou o Santuário de Tigres Senepis Buluhala, uma área de 106.000 hectares, para auxiliar na conservação do tigre de sumatra, espécie ameaçada.
A APP continua com construções e extrações de madeira na península de Kampar, em Sumatra. Em fevereiro de 2013, a APP se comprometeu a melhorar a conservação florestal, denominada sua Política de Conservação Florestal. No entanto, de 2013 até o presente, a APP também planejou e/ou implementou várias expansões importantes para aumentar a capacidade de produção. Como a supercapacidade tem sido associada a impactos ambientais e sociais negativos, parceiros da APP levantaram preocupações de que os compromissos descritos na Política de Conservação Florestal não pudessem ser cumpridos.
Em resposta a essas preocupações, a APP encomendou um estudo independente para analisar se seria capaz de cumprir seus compromissos. Segundo a APP, os resultados não publicados de setembro de 2014 do estudo The Growth & Yield – Wood Supply Study "confirmaram que o Grupo Asia Pulp and Paper (APP) possui recursos suficientes de plantações para atender aos requisitos de celulose de suas fábricas existentes, bem como de sua futura fábrica em OKI, Sumatra do Sul". No entanto, como os resultados nunca foram publicados, não é possível verificar os resultados do estudo, nem a alegação de independência pode ser verificada.